# Alexandre Mouton
Pour les articles homonymes, voir Mouton (homonymie).

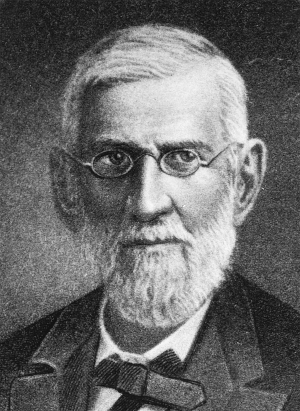
Alexandre Mouton (âgé).

Alexandre Mouton, né le 19 novembre 1804 et mort le 12 février 1885, est un sénateur des États-Unis d'origine cadienne et le onzième gouverneur de la Louisiane.

## Biographie
Alexandre Mouton est né dans la région des Amérindiens Atakapas (aujourd'hui paroisse de Lafayette) dans une plantation appartenant à une famille de riches propriétaires acadiens. Il a poursuivi des études classiques et diplômé à l'Université de Georgetown située à Washington, D.C.. Il a étudié le droit, et a commencé la pratique du droit en 1825 dans la paroisse de Lafayette. Il a épousé Zelia Rousseau, la petite-fille de l'ancien gouverneur Jacques Dupré, et ils eurent treize enfants avant sa mort. En 1829, il épouse Emma Kitchell Gardner, avec laquelle il eut six enfants.
Il fut membre de la Chambre des représentants de Louisiane, la chambre basse de la Louisiane de 1827 à 1832 et président de celle-ci de 1831 à 1832. Il aura comme successeur, à la présidence de cette chambre basse, Alcée Louis la Branche.
Il était également un électeur au collège électoral des États-Unis. Il fut un candidat malheureux à l'élection de 1830 du 22e congrès du parti démocrate.
Il fut gouverneur de la Louisiane du 30 janvier 1843 au 12 février 1846. 	
Durant la Guerre de Sécession, il fut un partisan des Confédérés. Il finança les campagnes militaires de la Confédération. Son fils, Jean-Jacques Alfred Mouton, fut un général de brigade dans l'armée confédérée et fut tué en 1864 lors de la bataille de Mansfield.
Il mourut en 1885 à Vermilionville, aujourd'hui Lafayette.